# Kirk Acevedo

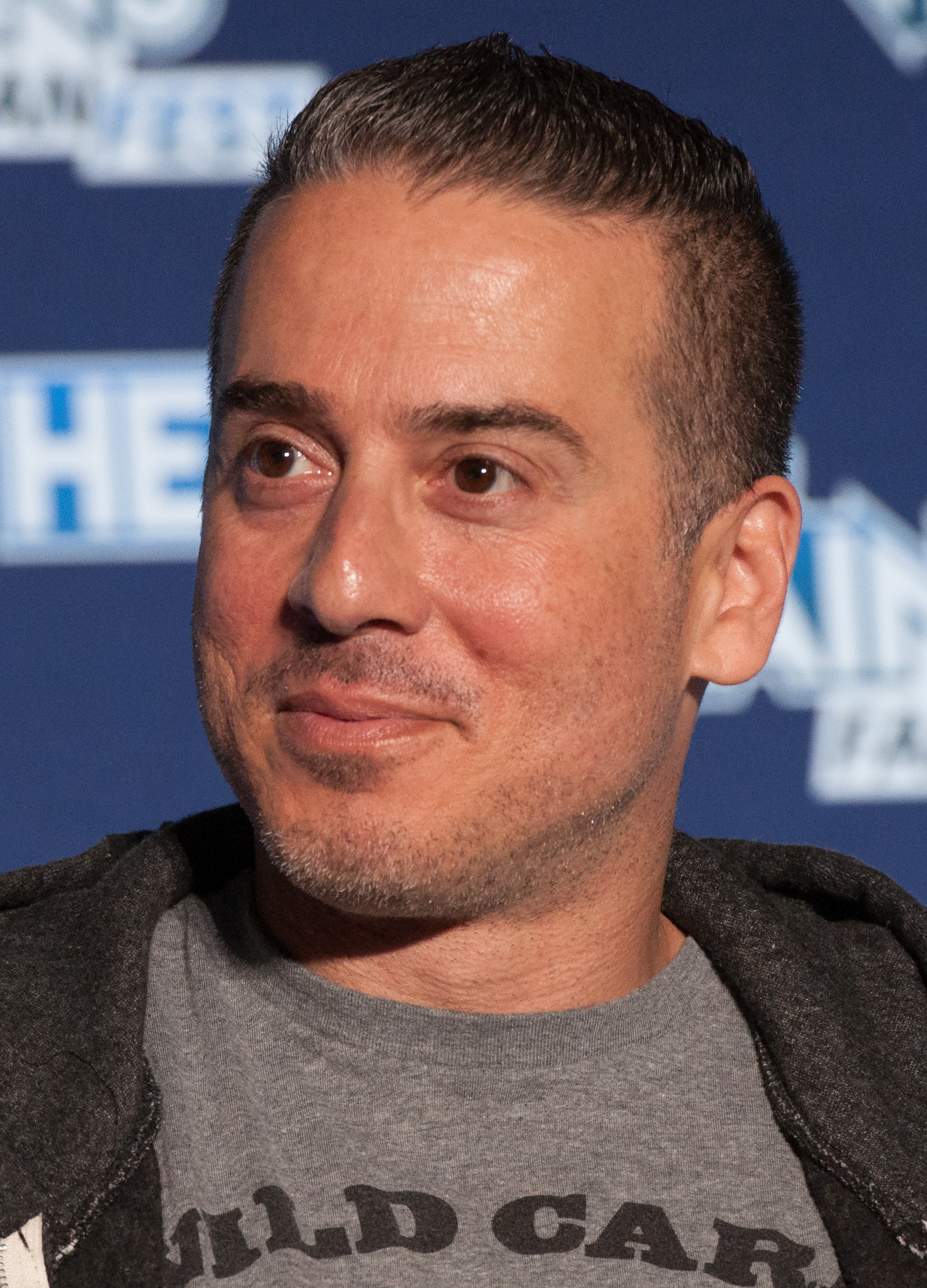
Kirk Acevedo (2018)

Kirk Acevedo (* 27. November 1971 in Brooklyn, New York City) ist ein US-amerikanischer Schauspieler, der durch seine Rolle als Charlie Francis in der Fernsehserie Fringe – Grenzfälle des FBI bekannt wurde.

## Leben
Acevedos Eltern lebten beide im New Yorker Stadtteil Brooklyn. Er und sein Bruder Richard wurden auch beide dort geboren. Später zogen die Acevedos in den Stadtteil Bronx. Schon im Kindheitsalter entdeckte Kirk sein Interesse an der Schauspielerei. Seinen Schulabschluss machte er an der LaGuardian High School of Performing Arts. Von 1997 bis 2003 spielte er die Rolle des Miguel Alvarez in der Fernsehserie Oz – Hölle hinter Gittern.
Im Jahre 2005 heiratete er die Schauspielerin Kiersten Warren, mit der er eine 2004 geborene Tochter hat. Er ist Stiefvater von Warrens Tochter Misti Traya, die ebenfalls Schauspielerin war.
Acevedo erhielt 1999 den Alma Award für seine Rolle in dem Film Der schmale Grat (The Thin Red Line). Er war Mitgründer der Theatergruppe The Rorschach Group.

## Filmografie
Filme
- 1997: Kirk and Kerry
- 1998: Der schmale Grat (The Thin Red Line)
- 2000: Risiko – Der schnellste Weg zum Reichtum (Boiler Room)
- 2000: Bait – Fette Beute (Bait)
- 2000: Dinner Rush
- 2006: Unbesiegbar – Der Traum seines Lebens (Invincible)
- 2011: Der jüngste Tag – Das Ende der Menschheit (Collision Earth, Fernsehfilm)
- 2014: Planet der Affen: Revolution (Dawn of the Planet of the Apes)
- 2018: Insidious: The Last Key

Serien
- 1996: Law & Order (Folge 7x05)
- 1997–2003: Oz – Hölle hinter Gittern (Oz, 46 Folgen)
- 2001: Third Watch – Einsatz am Limit (Third Watch, Folgen 2x15–2x16)
- 2001: Band of Brothers – Wir waren wie Brüder (Band of Brothers, 6 Folgen)
- 2003: Fastlane (Fastlane, 1 Folge)
- 2005–2006: Law & Order: Trial by Jury (13 Folgen)
- 2005, 2013: Law & Order: Special Victims Unit (2 Folgen)
- 2006: 24 (Folge 5x20)
- 2006: Numbers – Die Logik des Verbrechens (Numb3rs, Folge 2x15)
- 2007: The Black Donnellys (14 Folgen)
- 2007: Cold Case – Kein Opfer ist je vergessen (Cold Case, Folge 5x01)
- 2008–2011: Fringe – Grenzfälle des FBI (Fringe, 34 Folgen)
- 2009: White Collar (Folge 1x03)
- 2011: Prime Suspect (13 Folgen)
- 2012: The Mentalist (Folge 5x05)
- 2013: CSI: NY (Folge 9x15)
- 2013: CSI: Vegas (Folge 13x13)
- 2013: The Walking Dead (Folgen 4x07–4x08)
- 2013: Person of Interest (Folge 3x06)
- 2013: Blue Bloods – Crime Scene New York (Blue Bloods, Folge 4x09)
- 2014: Grimm (Folge 3x11)
- 2015–2018: 12 Monkeys (32 Folgen)
- 2015: Marvel’s Agents of S.H.I.E.L.D. (2 Folgen)
- 2017: Kingdom (8 Folgen)
- 2017–2019: Arrow (25 Folgen)
- 2023: Star Trek: Picard (Folge 3x05)
- 2024: Special Ops: Lioness (Staffel 2)